# 어제 오늘 그리고 내일
"어제 오늘 그리고 내일"은 1975년에 개봉한 대한민국의 영화이다.

## 캐스팅
- 최정훈
- 박지훈
- 채령